# Holger Bartsch
Holger Bartsch (ur. 28 marca 1941 we Wrocławiu) – niemiecki polityk, członek Bundestagu od 20 grudnia 1990 do 10 listopada 1994 roku. Wybrany z listy SPD w Brandenburgii.